# Calamus brassii
Calamus brassii är en enhjärtbladig växtart som beskrevs av Karl Ewald Maximilian Burret. Calamus brassii ingår i släktet Calamus och familjen Arecaceae. Inga underarter finns listade i Catalogue of Life.